# Impatiens latebracteata
Impatiens latebracteata är en balsaminväxtart som beskrevs av Joseph Dalton Hooker. Impatiens latebracteata ingår i släktet balsaminer, och familjen balsaminväxter. Inga underarter finns listade i Catalogue of Life.